# Râul Chița Mare
Râul Chița Mare este un curs de apă, afluent al râului Glodul Mare. 

## Hărți
- Harta Parcului Vânători-Neamț